# Osael Romero
William Osael Romero Castillo (Usulután, 18 aprile 1986) è un ex calciatore salvadoregno, di ruolo centrocampista offensivo. Coinvolto nello scandalo delle partite vendute della Nazionale di calcio di El Salvador, il 20 settembre 2013 viene squalificato a vita dalla FIFA insieme ad altri 13 calciatori.